# 四天王寺中学校・高等学校
四天王寺中学校・高等学校（してんのうじちゅうがっこう・こうとうがっこう）は、大阪府大阪市天王寺区四天王寺に所在し、中高一貫教育を提供している私立女子中学校・高等学校。
略称は、四天（よんてん）。

## 概要
推古元年に聖徳太子が設立した四天王寺敬田院をルーツとする。
学校法人四天王寺学園が運営する女子校で、四天王寺の境内に位置する。
教育基本法、学校教育法および学校教育法施行規則に従い、聖徳太子の和の精神「帰依渇仰 断悪修善 速證無上大菩提処」を礎とし、高き美風を失わず、円満で深い人間性を具えた信念ある女性の育成を目的としている。
藤井寺市に位置する四天王寺小学校とは設立経緯が異なるものの、同校女子児童の推薦入学を受け入れており、小中高一貫教育を実施している。

## 沿革
- 1922年 聖徳太子1300年忌記念事業として、天王寺高等女学校を設立。
  - 当初の所在地は現在と異なり、東成郡天王寺村大字阿部野（現・大阪市阿倍野区阪南町2丁目・大阪市立阿倍野小学校付近）だった。
- 1928年 大阪市天王寺区元町（現在地）に移転。
- 1947年 学制改革（新制中学校制度）に伴い、四天王寺中学校を設立。
- 1948年 学制改革（新制高等学校制度）に伴い、天王寺高等女学校を四天王寺高等学校に改称。
- 1982年 制服を現行のグレーのブレザー型にリニューアル。デザインは森英恵。[1]それまでは紺色のセーラー服だった。[2]

## バレー部
全国的にも強豪校として知られている。高校三冠といわれる選手権・高校総体（2010年度より選手権から分離）・国スポ、およびかつてのタイトルであった春高バレー（1970年度から2009年度までで終了）において、獲得した全国タイトルは全国女子高校最多計23回（選手権11・総体0・国スポ12・春高0）を誇る。

## 著名な出身者

### 政治・経済・教育
- 松川るい（政治家：参議院議員）
- 南知果（弁護士）
- 都築貞枝（教育者：学校法人都築学園理事長）
- 申真衣（GENDA代表取締役社長、VERY専属モデル）

### 芸術・文化・芸能
- 秋野暢子（女優・タレント）
- 高畑充希（女優・歌手）
- 柚希礼音（元宝塚歌劇団星組トップスター）
- 涼紫央（元宝塚歌劇団星組男役）
- 松尾優（ミュージカル俳優）
- 金井克子（バレエダンサー・歌手）
- 上田悦子（毎日放送アナウンサー）
- 占部沙矢香（CBCテレビ広報部社員・元アナウンサー）
- 小林沙貴（日本海テレビアナウンサー）
- やなせなな（梁瀬奈々）（シンガーソングライター）
- 小林ゆう（お笑いタレント、バレエダンサー：吉本新喜劇）
- 片岡みちる（漫画家）

### スポーツ（スポーツ芸術コース卒業生）
- 小椋久美子（バドミントン選手）※日本代表 ※ダブルスペア「オグシオ」で全日本大会5連覇
- 近藤さつき（クロスカントリースキー選手・バイアスロン選手）
- 岡本依子（テコンドー選手）※日本代表：シドニー五輪女子67kg級銅メダル

#### アーティスティックスイミング
- 武田美保  ※日本代表：アトランタ銅メダル／シドニー銀メダル／アテネ五輪銀メダル ※政治家「鈴木英敬」の妻
- 奥野史子 ※日本代表：バルセロナ五輪銅メダル ※陸上選手「朝原宣治」の妻
- 立花美哉 ※日本代表：アトランタ銀メダル／シドニー銀メダル／アテネ五輪銅メダル
- 藤木麻祐子 ※日本代表：アトランタ五輪銅メダル
- 米田容子 ※日本代表：シドニー／アテネ五輪銀メダル

#### バレーボール
- 松村勝美 ※日本代表：東京五輪金メダル
- 谷田絹子 ※日本代表：東京五輪金メダル
- 磯辺サタ ※日本代表：東京五輪金メダル
- 松村好子 ※日本代表：東京五輪金メダル
- 古橋美知子 ※日本代表：世界選手権銀メダル／ミュンヘン五輪銀メダル
- 松並早苗
- 大谷佐知子 ※日本代表：ロサンゼルス五輪銅メダル
- 坂本清美 ※日本代表
- 木村久美 ※ジュニア／日本代表
- 田中聖美 ※バレーボール指導者「田中幹保」の実娘
- 森万里子 ※日本代表
- 嶋田美樹 ※日本代表
- 山口かなめ ※ユニバーシアード代表：2011年／2013年
- 八幡美樹
- 高本佳澄
- 松本愛希穂（ヴィクトリーナ姫路）

#### 卓球
- 阿部愛莉
- 石川佳純 ※日本代表
- 伊藤みどり
- 大関行江
- 大藤沙月
- 川越真由
- 小西杏
- 阪本礼子
- 塩見真希
- 芝田沙季
- 橋本帆乃香
- 藤井優子（中国語版）
- 藤沼亜衣
- 福岡春菜 ※日本代表：北京五輪
- 樋浦令子
- 山崎知春
- 横井咲桜

#### ハンドボール
- 田中美音子（大阪ラヴィッツ）※アジア競技大会／アジア選手権代表
- 高山智恵（現高校教員）
- 永田美香（北國銀行ハニービー）※アジア競技大会／アジア選手権代表
- 川﨑美穂（大阪ラヴィッツ）※ハンドボール選手「川﨑真帆」の実姉
- 角南唯（HTH GOリーガエン）※U-18／U-22／アジア競技大会／アジア選手権代表
- 藤田明日香（ボルシア・ドルトムント）※U-18／U-20／U-22代表
- 堀川真奈（イズミメイプルレッズ）※日本代表
- 水田亜莉沙 ※U-16／U-20代表
- 木村有沙（イズミメイプルレッズ）※U-18／U-24代表
- 白石さと（オムロンピンディーズ）※U-18代表
- 宇野史織（HC名古屋）※U-22代表
- 橋本南（ソニーセミコンダクタマニュファクチャリング）※U-16代表
- 山根楓（イズミメイプルレッズ）
- 泉幸歩（大阪ラヴィッツ）
- 平田ほのか（大阪ラヴィッツ）

## 交通
- Osaka Metro（谷町線）四天王寺前夕陽ヶ丘駅より南へ徒歩約10分
- JR西日本（JR各線）天王寺駅より北へ徒歩約15分